# Manley Hot Springs
Manley Hot Springs es un lugar designado por el censo ubicado en el Área censal de Yukón–Koyukuk en el estado estadounidense de Alaska. En el Censo de 2010 tenía una población de 89 habitantes y una densidad poblacional de 0,63 personas por km².

## Geografía
Manley Hot Springs se encuentra en las coordenadas 65°1′7″N 150°38′52″O / 65.01861, -150.64778. Según la Oficina del Censo de los Estados Unidos, Manley Hot Springs tiene una superficie total de 141.44 km², de la cual 141.44 km² corresponden a tierra firme y (0%) 0 km² es agua.

## Demografía
Según el censo de 2010, había 89 personas residiendo en Manley Hot Springs. La densidad de población era de 0,63 hab./km². De los 89 habitantes, Manley Hot Springs estaba compuesto por el 70.79% blancos, el 0% eran afroamericanos, el 13.48% eran amerindios, el 0% eran asiáticos, el 0% eran isleños del Pacífico, el 0% eran de otras razas y el 15.73% pertenecían a dos o más razas. Del total de la población el 6.74% eran hispanos o latinos de cualquier raza.

## Localidades adyacentes
El siguiente diagrama muestra a las localidades más próximas a Manley Hot Springs.